# Fehér törpe

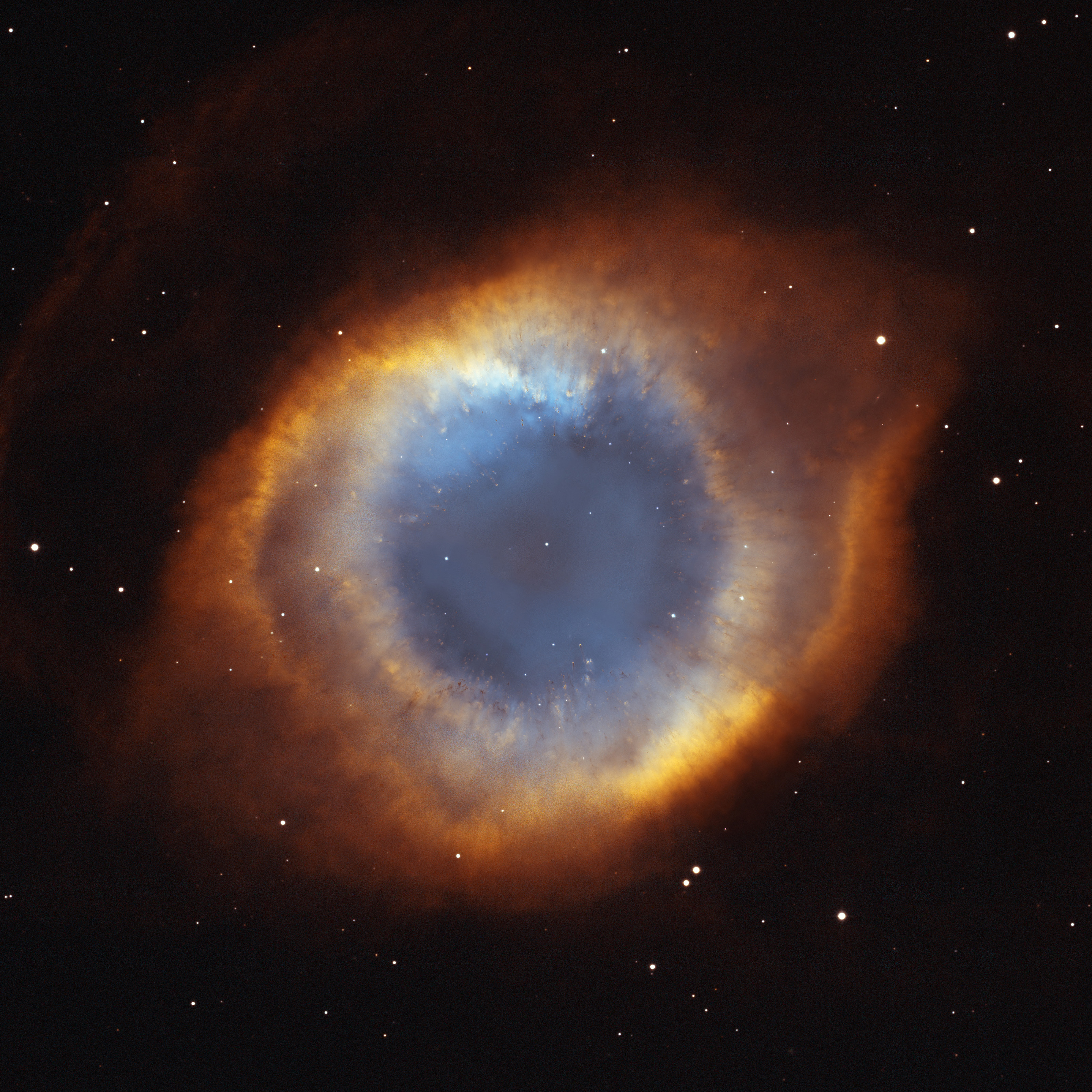
A Csiga-köd központi csillaga tipikus fehér törpe

A fehér törpe állapot a csillagfejlődés egyik, asztrofizikailag jól behatárolható, végső stádiuma.
A fehér törpecsillagok a csillagászat szemszögéből A színképosztályú, a Nap abszolút fényességének tizedével, századával fénylő csillagok, melyeket gyakran planetáris köd vesz körül. A fehér törpe körüli planetáris köd a megelőző, vörös óriás állapot külső légkörének maradványa, mely a csillagmag gravitációs összehúzódása után marad vissza.
A részecskefizika szemszögéből a fehér törpe nagy nyomású anyagkoncentráció, melyben az elektrongáz kvantumfizikailag degenerált formában van jelen. Az anyag ilyen állapotában az elektrongáz további gravitációs összenyomódását a Pauli-féle kizárási elv akadályozza meg, mely szerint két fermion típusú részecske (jelen esetben elektron) nem foglalhatja el ugyanazt a kvantumállapotot egy időben.

## Csillagok fehér törpévé válása
A fehér törpe stádiumot megelőzően a csillag magjában a vörös óriás állapotot eredményező
3 He4 {\displaystyle \rightarrow } C12 + γ
fúziós folyamat zajlik, azaz három hélium atommag egyesül egyetlen szén atommaggá, energia-kibocsátás kíséretében. Miután a csillag magjában elfogy a hélium, a kiáramló energia okozta sugárnyomás lecsökken, és már nem tart egyensúlyt a gravitációs nyomással. Ekkor a csillag magja összehúzódik, miközben a külső, kihűlő, a maggal közvetlen kapcsolatban nem lévő csillaglégkör a még meglévő sugárnyomás hatására kitágul. A számítások szerint ekkor kétféle fejlődési folyamat alakulhat ki.
Ha a csillag tömege 0,35 naptömegnyinél kisebb, akkor a sugárnyomás nem elég nagy ahhoz, hogy a külső, hideg légkört „lefújja” magáról. Ekkor az egész csillag összehúzódik saját gravitációs nyomása alatt.
0,35 naptömegűnél nagyobb csillagoknál a sugárnyomás akkora, hogy a külső csillaglégkör leszakad és planetáris ködöt alkot.
Az első esetben az egész csillag, a második esetben a mag egészen addig zsugorodik, míg az elektrongáz elfajulása megállítja - azt feltéve, hogy a csillagnak kb. 1,4 naptömegnél kisebb a tömege (Chandrasekhar-határ). Az ekkor kialakuló 105-106 K körüli hőmérséklet nem elegendő ahhoz, hogy a csillagban beinduljon a szén nukleáris égése, maradék energiáját kisugározva a csillag hűlni és halványodni kezd. Ezt a milliárd évekig tartó stabil állapotot, melyben már nem történik nukleáris energiatermelés, nevezik fehér törpe állapotnak.

### Fekete törpék
Amikor a fehér törpe teljes, addig felhalmozott energiáját kisugározta, már nem világít majd többé. Ezek a  fekete törpék. Fekete törpét mindezidáig még nem pillantottak meg, abból az érthető okból, hogy fekete törpévé válni olyan sok idő alatt lehet, mely még egyetlen csillagnak sem állt rendelkezésére keletkezése óta.

### Neutroncsillag, fekete lyuk
A fenti, fehér törpe állapotba torkolló fejlődési út csak az 1,4 naptömegnél kisebb tömegű csillagokra érvényes; ennél nagyobb tömeg esetén ugyanis az elektrongáz elfajulása már nem képes ellensúlyozni a gravitációs nyomást. Subrahmanyan Chandrasekhar indiai fizikus 1933-ban határozta meg ezt a kritikus tömegértéket. 
Amennyiben a csillagból a planetáris köd keletkezése után megmaradt rész tömege még mindig nagyobb ennél, az úgy nevezett Chandrasekhar-határnál, akkor fejlődése szükségképpen szupernóvarobbanáshoz vezet. Az ezt követően fennmaradó csillagmaradvány azután neutroncsillaggá, kvarkcsillaggá vagy fekete lyukká válhat.

## Tulajdonságok
Sok fehér törpe megközelítően Föld méretű, de általában 100-szor kisebbek, mint a Nap. A tömegük megközelítően a Nap tömegével egyezik meg, ezért sűrűségük nagyon nagy. A sugár századrésze azt jelenti, hogy a Nap tömegű anyag 100³=1 000 000-szor kisebb térfogatban helyezkedik el, és így a fehér törpék anyagának átlagos sűrűsége 1 000 000-szor nagyobb, mint a Nap átlagos sűrűsége. Az ilyen anyagot degeneráltnak hívjuk.
Ha az összes megfigyelhető csillagot figyelembe véve készítünk egy diagramot, és az abszolút fényességet ábrázoljuk a szín függvényében (Hertzsprung–Russell-diagram), nem minden szín-fényesség kombináció fordul elő. Egy kevés csillag található az alacsony fényesség-forró szín régióban (fehér törpék), de a legtöbb csillag egy csíkban helyezkedik el, amelyet fősorozatnak hívunk. A kis tömegű fősorozatbeli csillagok kicsik és hidegek. Vörös színükről kapták a nevüket: vörös törpe. A még hidegebbek barna törpe elnevezést kaptak. Ezek egy teljesen különböző csoportba tartoznak, mint a fehér törpék. A vörös törpékben, mint az összes fősorozatbeli csillagnál, a nyomás, amely az egész csillag súlyát tartja, a forró gázok hőmozgásából származik. A nyomás az ideális gáztörvénynek engedelmeskedik. A csillagok másik osztálya az óriások: csillagok a diagram nagy fényességű részén. Ezeket a csillagokat a sugárzás nyomása fújja fel, és ily módon igen nagyok.
A fehér törpék extrém magas felszíni hőmérsékletűek, ezért ragyogó fehér fényt bocsátanak ki. Ez a hő nem megújuló, a csillagösszeomlás által generált hő maradéka (hacsak nem kap valahogy anyagot valamely szomszéd égitestről, ködből). Mivel a fehér törpék felülete, amelyen a hő eltávozhat, igen kicsi, hosszú időn keresztül forróak maradhatnak. A jelenleg elfogadott elmélet szerint a Világegyetem nem elég idős ahhoz, hogy a fehér törpék bármelyike ennél alacsonyabb hőmérsékletet érjen el. Fekete törpék tehát jelenleg nem léteznek.
A közeli, fiatal fehér törpék megfigyelésekor lágy (kis energiájú) gamma-sugárzás észlelhető. A lágy gamma és az extrém ultraibolya megfigyelésekkel a csillagászoknak lehetővé válik ezen csillagok vékony atmoszférájának tanulmányozása (összetétel, szerkezet).

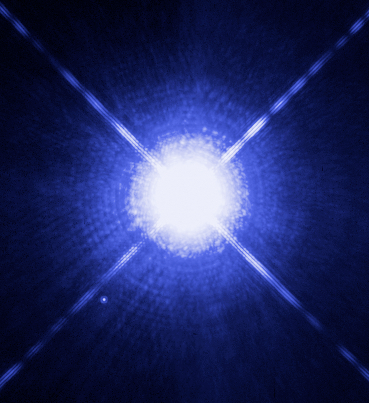
A Szíriusz A és – balra lent – apró kísérője, a Szíriusz B a Hubble-űrtávcső felvételén

Habár 1,4 naptömegnél nagyobb tömegű fehér törpe nem létezhet (Chandrasekhar-határ), azért létezik mechanizmus, amely szerint tömegük ezen határ fölé nőhet. A nóvákhoz hasonlóan a fehér törpék anyagot gyűjthetnek kísérőjüktől. A nóváktól eltérően viszont ez az anyaggyűjtés lassú és stabil. A fehér törpék tömege addig nő, amíg elérik az 1,4 naptömeget, amely határ felett a degenerációs nyomás nem bírja el a csillagot. A fehér törpe ezáltal egy Ia típusú szupernóvát generál, amely a legerőteljesebb szupernóva, és a keletkezésének mechanizmusa miatt mindegyik egyforma tömegű. Etalongyertyának használva az Ia típusú szupernóvákat megállapították: a világegyetem gyorsulva tágul, ugyanis nagyon nagy, az egységgyertyából számolt távolságokban a vöröseltolódás nagyobb a Hubble-törvény alapján vártnál. A többi szupernóva-típustól eltérően az SN Ia mindenfajta galaxisban általánosan előfordul, beleértve az elliptikus galaxisokat is, valamint nincs olyan kitüntetett régió a galaxisokban, ahol az Ia szupernóva gyakrabban fordulna elő.

## Felfedezésük története
Alvan Graham Clark 1868-ban fedezte fel a Földről látható legfényesebb csillag, a Szíriusz melletti kicsi, halványabb társcsillagot. A kísérő – amely a Szíriusz B jelet kapta – volt az elsőként felfedezett fehér törpe. Mintegy 25 000 K felszíni hőmérsékletű, ezért a forró csillagok közé sorolják, átmérője közel azonos lehet a Földével, a tömege viszont akkora, mint a Napé, tehát nagyon sűrű csillag.
A másodikként felfedezett fehér törpe a Van Maanen-csillag volt, amit Adriaan Van Maanen pillantott meg 1917-ben. Később sok további fehér törpét fedeztek fel és így a korábbi feltételezésekkel szemben bebizonyosodott, hogy ez egy gyakori csillagtípus a galaxisunkban.
Az 1920-as években a kvantummechanika felfedezésével arra is sikerült magyarázatot találni, hogy miként képes a fehér törpék anyaga olyan kis helyen elférni. Ralph Fowler 1926-ban bebizonyította, hogy ilyen nagy sűrűség mellett az anyag degenerált formában van jelen.